# Сысой Великий (линейный корабль, 1849)
«Сысой Великий» — 74-пушечный линейный корабль Балтийского флота России. Принимал участие в Крымской войне 1853—1856 годов.
Назван в честь древнего подвижника аввы Сисоя Великого (V век).

## Описание корабля
Один из двадцати пяти 74-пушечных парусных линейных кораблей с деревянным корпусом типа «Иезекиль», построенных в Архангельске и Санкт-Петербурге с 1825 по 1863 год по проекту корабельного мастера A. M. Курочкина. Это была последняя крупная серия линейных кораблей российского парусного флота. Корабли этого типа отличались прочностью корпуса, хорошей мореходностью, удобным расположением артиллерии и рациональной планировкой внутренних помещений. 
Водоизмещение корабля составляло 3000 тонн, длина между перпендикулярами по сведениям из различных источников от 54,25 до 54,3 метра, ширина без обшивки — 14,6 метра, а осадка от 5,82 до 6 метров. По официальной классификации корабли этой серии относились к 74-пушечным, но в действительности несли от 74-х до 86-ти 24– и 36-фунтовых орудий.

## История службы
Корабль был заложен 8 (20) мая 1848 года, спущен на воду 10 (22) мая 1849 года. Строитель Ф.Т. Загуляев.
В июле—августе 1849 года корабль перешёл из Архангельска в Кронштадт.
«Сысой Великий» принимал участие в экспедиции русского флота в воды Дании. 15 июня 1850 года в составе 2-й дивизии (9 линейных кораблей, 1 фрегат и 1 бриг) контр-адмирала З. З. Балка корабль подошёл к острову Мён, а 1 июля вошёл в пролив Малый Бельт и встал на Зондербургский рейд. 16 сентября, находясь в 3-й дивизии вице-адмирала И. П. Епанчина, отправился в Россию.
В 1852 и 1853 годах корабль выходил в практические плавания в Балтийское море и Финский залив.
В мае 1854 года корабль занял позицию на фарватере напротив стенки Военной гавани Кронштадта на тот случай, если флотом противника будет осуществлена попытка прорыва.
В 1855 году 74-пушечный корабль был переоборудован в 58-пушечный фрегат типа «Нарва»: с корабля был снят один дек. После переоборудования водоизмещение корабля составляло около 3 000 тонн, главные размерения — 55,8×15,2×6,1 м.
В 1856 году переоборудованный корабль находился на рейде, а с 1857 по 1863 год стоял в порту Кронштадта.В 1860 году был обращён под магазин.
11 (23) сентября 1863 года фрегат был исключён из списков кораблей Балтийского флота.

## Командиры
Командирами линейного корабля «Сысой Великий» в составе Российского императорского флота в разное время служили:
- 1849—1853 — Д. И. Кузнецов;
- 1854—1856 — А. М. Кишкин.